# Asplenium × clermontiae
Asplenium × clermontiae là một loài dương xỉ trong họ Aspleniaceae. Loài này được Syme mô tả khoa học đầu tiên năm 1879.